# Laurent Dugas
Pour les articles homonymes, voir Dugas.
Laurent Dugas (Lyon, 10 septembre 1670 - Lyon, 8 mars 1748) chevalier, seigneur de Saint- Just, dit le président Dugas , est un magistrat et littérateur français du XVIIIème siècle.

## Biographie

### Famille
Il est le Fils de Louis Dugas, écuyer, seigneur de Bois Saint-Just, Thurins et Savonost, Lieutenant général de Police et ancien prévôt des marchands de Lyon
, et de Claudine Bottu de La Barmondière, parente de son meilleur ami François Bottu de La Barmondière Saint-Fonds, avec lequel il entretint pendant 20 ans une correspondance. 
Il est un des descendants de la famille Bullioud.
Il est qualifié « Chevalier, seigneur de Bois Saint-Just, Thurins, Quinsonas, La-Tour-du-Champs, du Souzy, d'Orliénas "et autres places" ».

### Mariage et descendance
De Marguerite Croppet de Varissan (décédée à 20 ans le 23 juillet 1701), fille de Justinien Croppet de Varissan, écuyer, seigneur d'Irigny, maître des ports, ponts et passages de l'ancien gouvernement de Lyonnais et d'Hélène Cavelat, il eut :
- Hélène-Marie, morte le 7 septembre 1718[3] ;
- Pierre Dugas, né le 11 juillet 1701[3], chevalier, seigneur de Bois Saint-Just, Thurins et Savonost.

De Marie-Anne Basset, fille de Léonard Basset avocat au Parlement, conseiller du roi et receveur général des étapes en Lyonnais, et de Jacqueline Chuiller, il eut :
- Louis Dugas d'Orliénas[4] ;
- Louis-Marie Dugas du Souzy ;
- Marie, morte jeune ;
- Claudine, épousa Philibert Arthaud de Bellevue ;
- Jeanne, religieuse à Vienne en Dauphiné ;
- R. P. Jean-Baptiste Dugas, de la Compagnie de Jésus ;
- François Dugas de Quinsonas, membre de l'Académie de Lyon[4].

### Formation et réalisations
il commence ses études au Collège de la Trinité, puis les termine à l'Université de Paris. Après l'obtention de sa licence  en droit civil et canon , il est reçu conseiller au présidial de Lyon. Il en obtint la présidence deux ans plus tard. Polyglotte, érudit et curieux, il fonde en 1700 avec  Claude Brossette , Camille Falconet, Antoine de Serres, Puget, et les pères de Saint Bonnet et Fellon l'Académie des sciences et belles lettres de Lyon.
A l'issue de La fusion de la cour des monnaies de Lyon et du présidial en 1705, sa présidence est maintenue, et conforte son influence. Il sera nommé, en 1724, prévôt des marchands de Lyon. 
Il s'entretint plusieurs fois avec Nicolas Boileau qui dit de lui dans ses correspondances avec Claude Brossette : « [...] il n'y a point de jeune homme dans mon esprit au-dessus de Monsieur Dugas ; [que] je le trouve également poli, spirituel, savant ; et que si quelque chose me peut donner bonne opinion de moi-même, c'est l'estime, quoique assez mal fondée, qu'il témoigne [...] faire de mes ouvrages. [...] »

## Publications
- Réflexions sur le goût, qui ne seront publiées qu'après sa mort.
- Correspondance littéraire et anecdotique entre M. de Saint-Fonds & le Président Laurent Dugas, membres de l'Académie de Lyon, par William Poidebard, ouvrage contenant un échange épistolaire entre Laurent Dugas et son meilleur-ami et proche parent François Bottu de La Barmondière Saint-Fonds, ainsi qu'une généalogie détaillée des maisons Dugas de Bois Saint-Just et Bottu de La Barmondière.